# Dichocrocis nilusalis
Dichocrocis nilusalis là một loài bướm đêm trong họ Crambidae.